# Vladari Valencije
Kršćansku kraljevinu Valenciju osnovao je Jakov I. Aragonski nakon što je osvojio taifu Balanciyu (šp. Taifa de Balansiya ). Jakov I. je od Valencije napravio političko-pravnu formaciju kojoj je dodijelio vlastite zakone - fuerose, i vezao je dinastijskim vezama za Krunu Aragonije, što je veoma razljutilo aragonsko plemstvo. Valenciju su naselili Katalonci i Aragonci, no još dugo vremena je muslimansko stanovništvo bilo u većini.
Kraljevina Valencia je, zajedno s Kraljevinom Mallorcom i katalonskim grofovijama, bila dio Krune Aragonije do njenog ujedinjenja s Krunom Kastilije. U novonastaloj zajednici, Valencia je zadržala status kraljevine sve do podjele na provincije Javiers Burgosa iz 1833. godine, kada je Kraljevina Valencia bila podijeljena na provincije Valenciju, Castellon i Alicante.

## Vladari taife Balanciya
- Almiri, potomci Almanzora
- Almoravidi
- Almohadi (1145. – 1172.)
- Abd al-Alah, sin Abd al-Ramana (prvi kordopski emir) (711.)
- Mubarak i Muzafar 1011.
- Abd al-Aziz ibn Abi Amir (unuk Almanzora) (1021.)
- Al-Kadir (1087. – 1089.)
- Rodrigo Diaz de Vivar (1094. – 1101.)
- Zaid Abu Zaid
- Zajan ibn Mardaniks (posljednji almohadski emir)

## Barselonska dinastija
- 1213. – 1276. Jakov I. Aragonski, Osvajač, ostavio Kraljevinu Mallorcu svom sinu Jakovu II.
- 1276. – 1285. Petar III. Aragonski, Veliki, (Petar I. od Valencije, Petar II. od Barcelone) ostavio Siciliju svom sinu Jakovu II.
- 1285. – 1291. Alfons III. Aragonski (Alfons I. od Valencije, Alfons II. od Barcelone), Liberalni
- 1291. – 1327. Jakov II. Aragonski, Pravedni
- 1327. – 1336. Alfons IV. Aragonski, Dobroćudni (Alfons II. od Valencije, Alfons III. od Barcelone)
- 1336. – 1387. Petar IV. Aragonski, Svečani (Petar II. od Valencije, Petar III. od Barcelone), 1380. *ostavlja kraljevinu Siciliju Martinu I.
- 1387. – 1396. Ivan I. Aragonski, Lovac
- 1396. – 1410. Martin I. Aragonski, Humanist, posljednji izravni potomak Vilfreda I. Dlakavog, prvog grofa od Barcelone. Umro je ne imavši nasljednika. Kako je bilo više pretendenata koji su raznim krvnim vezama polagali pravo na prijestolje, nasljednik je bio određen Sporazumom iz Kaspe.

## Dinastija Trastamara
- 1412. – 1416. Ferdinand I. Aragonski, Ferdinand od Antekere
- 1416. – 1458. Alfons V. Aragonski, Velikodušni (Alfons III. od Valencije, Alfons IV. od Barcelone, Alfons I. od Mallorce, Alfons I. od Sicilije, Alfons II. od Sardinije, Alfons I. od Napulja)
- 1458. – 1479. Ivan II. Aragonski, (Ivan II. od Navarre 1425. – 1479.), ostavlja Navarru svojoj kćeri Leonor
- 1479. – 1516. Ferdinand II. Aragonski, Katolički (Ferdinandod Sicilije, Ferdinand III. od Napulja)

## Habsburška dinastija
- 1516. – 1556. Karlo V.
- 1556. – 1598. Filip II.
- 1598. – 1621. Filip III.
- 1621. – 1665. Filip IV.
- 1665. – 1700. Karlo II.

## Burbonska dinastija
S Filipom V. Burbonskim, kraljevna Valencia, kao i svi drugi teritoriji stare Krune Aragonije koje su se u ratu za sukcesiju borile protiv njega, izgubila je svoje fuerose Dekretom o novoj podjeli, i počinje primjenjivati zakone Kastilije.